# David Westling
David Westling (1988) is een Nederlandse schrijver.

## Biografie
Westling studeerde sociale wetenschappen. In 2014 debuteerde hij met De Nachtwandelaar en andere verhalen, een bundel met zestien korte verhalen. Een jaar later, in 2015, volgde zijn tweede boek Oldtimer. Naast de gelijknamige novelle bevat het boek vier korte verhalen. Zijn derde boek, De vreemdelinge en de oude premiejager, verscheen in het voorjaar van 2021. Zijn meest recente boek is Schaduw en spotlicht, een verzameling van zeven verhalen.
De verhalen van Westling gaan vaak over onopvallende personages die worden ondergedompeld in toenemend beangstigende, verwarrende of wonderlijke situaties. Terugkerende thema’s in zijn werk zijn de zoektocht naar vrijheid, het (nood)lot en de realiteit in haar vele verschijningsvormen. Als belangrijke invloeden op zijn schrijven noemt hij zelf de boeken van Raymond Carver, Patricia Highsmith en Stephen King.
Op zijn officiële account op Instagram publiceert Westling wekelijks flash fiction.